# Jimmy McGriff
Jimmy McGriff (Germantown, Pennsylvania, 1936. április 3. – Voorhees Township, New Jersey, 2008. május 24.) amerikai hard bop és soul orgonista, továbbá egy orgona-trió vezetője. Virtuóz orgonista volt.

## Pályakép
A Julliard School of Music-on tanult New Yorkban többek között Jimmy Smith-től.
Híres partnere volt Junior Parkernak és Buddy Richnek is.
Közel száz albumot adott ki.

## Emlékezetes számok
- At The Apollo
- I’ve Got a Woman
- Tribute To Count Basie
- Giants of Organ Come Together
- The Starting Five
- Right Turn On Blues
- Straight Up